# Rumen Radew
Rumen Georgiew Radew, bułg. Румен Георгиев Радев (ur. 18 czerwca 1963 w Dimitrowgradzie) – bułgarski polityk i wojskowy, generał major, w latach 2014–2016 dowódca Bułgarskich Sił Powietrznych, od 2017 prezydent Bułgarii.

## Życiorys
W 1987 został absolwentem szkoły wyższej sił powietrznych w Dołnej Mitropoliji, a w 1996 Akademii Wojskowej im. Georgiego Rakowskiego w Sofii. W 2000 uzyskał doktorat z zakresu nauk wojskowych.
Służył w Bułgarskich Siłach Powietrznych. Uzyskiwał kolejne stopnie oficerskie, w tym kapitana (1994), majora (1997), podpułkownika (2000), pułkownika (2003), generała brygady (2007) i generała majora (2014). Zajmował różne stanowiska kierownicze w bazach lotniczych w miejscowości Rawnec i następnie w miejscowości Graf Ignatiewo. W ramach tej ostatniej pełnił funkcję szefa sztabu, a w latach 2005–2009 jej komendanta. Od 2009 do 2014 był zastępcą dowódcy Bułgarskich Sił Powietrznych, następnie został dowódcą tego rodzaju sił zbrojnych. W 2016 zrezygnował z tego stanowiska, krytykując rządowy projekt dopuszczenia lotnictwa państw sojuszniczych do ochrony przestrzeni powietrznej Bułgarii.
W sierpniu 2016 Bułgarska Partia Socjalistyczna nominowała go jako swojego kandydata w wyborach prezydenckich (wraz z Ilijaną Jotową jako kandydatką na wiceprezydenta). W kampanii wyborczej opowiadał się m.in. za zniesieniem sankcji wobec Rosji nałożonych po bezprawnej aneksji Krymu przez Rosję. W pierwszej turze Rumen Radew zajął pierwsze miejsce, otrzymując 25,4% głosów, przechodząc do drugiej tury z kandydatką partii GERB Cecką Caczewą. W drugiej turze głosowania został wybrany na prezydenta z wynikiem 59,4% głosów. Urząd prezydenta objął 22 stycznia 2017. W wyborach prezydenckich w 2021 z powodzeniem ubiegał się o reelekcję (również w parze z Ilijaną Jotową). W pierwszej turze dostał 49,4% głosów; w drugiej z wynikiem 66,7% głosów pokonał Anastasa Gerdżikowa.

## Odznaczenia
- Krzyż Wielki Orderu Avis (Portugalia, 2019)[10]
- Wielki Łańcuch Orderu Infanta Henryka (Portugalia, 2022)[10]
- Kawaler Krzyża Wielkiego Udekorowany Wielką Wstęgą Orderu Zasługi Republiki Włoskiej (Włochy, 2024)[11]